# Alexéi Schastny
Alexéi Mijáilovich Schastny (en ruso: Алексе́й Миха́йлович Ща́стный, 1881-1918) fue un comandante naval ruso y soviético. Estuvo al mando de la Flota del Báltico durante la Marcha sobre hielo. Fue ejecutado por orden del juez soviético M. Karklin en junio de 1918 acusado de organizar una dictadura de la Flota del Báltico en subversión con la Unión Soviética.

## Biografía
Schastny nació en una familia de militares en Zhitómir, en la entonces gobernación de Volinia (Ucrania). Su padre, Mijaíl Mijáilovich Schastny, era un mayor general de artillería en el ejército imperial ruso. Schastny se educó en el Cuerpo de Cadetes de Vladímir Kiev (una escuela militar) entre 1892 y 1896. Se graduó como segundo de su clase en el Cuerpo de Cadetes Navales en 1901 y completó la clase de oficiales de guerra contra minas en 1905.
Su servicio inicial fue a bordo del acorazado Sebastopol, transfiriéndose al crucero Diana en el que sirvió durante la guerra ruso-japonesa y fue internado con su barco en Saigón (Unión Indochina). Al regresar a Rusia, Schastny sirvió en la Base Naval de Kronstadt como instructor en la Escuela de Torpedos (1906-1909) y como teniente de bandera del comandante de los destructores de la Flota del Báltico. En 1912-1914 fue trasladado al Mar Caspio para coordinar la construcción de transmisores de radio.
Durante la Primera Guerra Mundial, Schastny sirvió como segundo oficial en el acorazado Poltava y como comandante del minador Pogranichnik. En 1917 se convirtió en capitán de bandera del comandante de la Flota del Báltico .
Schastny recibió el mando de la Flota del Báltico en 1918 y fue responsable de organizar la evacuación de la flota de Helsinki a Kronshtadt en marzo y abril de 1918, la operación Marcha sobre hielo. El Báltico estaba helado y el viaje sobre el hielo duró casi un mes. Los barcos que se esperaban evacuar comprendían casi tres centenares de buques. finalmente la operación de Schastny logró evacuar 236 buques entre los que se incluían 6 acorazados, 5 cruceros, 59 destructores y 12 submarinos.
Sin embargo, Schastny tuvo problemas con Trotski y fue arrestado el 27 de mayo de 1918 por alta traición. Trotski declaró en su juicio que: «Schastny ha profundizado fuerte y constantemente el abismo entre la marina y el gobierno soviético. Ha causado estragos, ha presentado constantemente su candidatura para el papel de salvador. Fue la vanguardia de la conspiración de los oficiales de las divisiones mineras y proclamó abiertamente el lema “dictadura de la flota”». Schastny fue condenado a muerte y fusilado por orden del tribunal revolucionario el 22 de junio de 1918.
En su testimonio ante el Sóviet Militar Revolucionario, Trotski hizo referencia a relatos de otros comandantes navales, como el almirante Zelenoi, de que Shchastny había dado órdenes no autorizadas de volar el Fuerte Ino, desobedecido órdenes de negociar con el mando alemán, poseía documentos implicativos en su maletín y se negó a arrestar a varios amotinados que buscaban derrocar abiertamente al gobierno soviético con una propuesta de resolución para una «dictadura de la flota del Báltico».
Según Dmitrii Fedotoff-White, oficial de la Armada zarista y partidario del Ejército Blanco, Schastny había expresado sentimientos antibolcheviques y había amenazado a principios de 1918 con que la Flota del Báltico pondría fin al gobierno soviético.
Schastny estaba casado con Antonina Nikoláyevna (de soltera Priyemskaya) y tenía dos hijos; una hija Galina (1913-1982) y un hijo Lev (1915-2002).

## Homenajes
La imagen de Schastny fue recuperada tras la caída de la Unión Soviética. Una calle fue nombrada en su honor en su localidad natal, Zhitómir, en la ya independizada Ucrania de 1992.